# Uông Đông Thành
Uông Đông Thành (phồn thể: 汪東城; giản thể: 汪东城; bính âm: Wāng Dōngchéng; Wade–Giles: Wang Tung-Ch'eng; sinh ngày 24 tháng 8 năm 1981) tên tiếng Anh Jiro Wang là một diễn viên, ca sĩ người Đài Loan, khởi nghiệp bằng việc làm người mẫu bán thời gian.

## Các phim đã tham gia

### Phim điện ảnh
| Năm  | Tên phim                                                          | Vai diễn         | Nữ chính                           |
| ---- | ----------------------------------------------------------------- | ---------------- | ---------------------------------- |
| 2011 | Tử Trạch - The Purple House - 紫宅                                | Lý Nghị          | Đồng Lệ Á (vai Châu Đồng)          |
| 2013 | Nhìn thấy - Seeing                                                | Uông Đông Thành  |                                    |
| 2012 | Những người bạn trai của tôi - My Boyfriends - 我的男男男男朋友   | Trịnh Hạo        | Tạ Na (vai Tạ Văn Đình)            |
| 2013 | Vương quốc xinh đẹp của tôi - My Beautiful Kingdom - 我的美麗王國 | Khải Văn         | Châu Tú Na                         |
| 2014 | Oan hồn linh ngẫu - Bloody Doll 3D - 怨靈人偶                     | Cao Nhất Phong   | Châu Đồng Đồng                     |
| 2014 | Bạn gái khoa phát thanh của tôi                                   | Bạch Lượng       | Thích Vy (vai Trương Liễu Liễu)    |
| 2014 | Đạo mộ không gian                                                 |                  | An Dĩ Hiên                         |
| 2016 | Kế hoạch ngốc xít - Foolish Plan - 呆呆计划                       | Hách Đông Đông   |                                    |
| 2017 | Cuộc chiến của những người cha - Daddy, Be with Me - 坑爹游戏     | Tống Dương       | Hoàng Nhất Lâm (vai Nghê Tiểu Man) |
| 2018 | Tổ tông 19 đời - The Face Of My Gene - 祖宗十九代                 | Hỏa thần (Cameo) |                                    |

### Phim truyền hình
| Năm  | Tên phim                      | Tên tiếng Anh            | Tên tiếng Trung | Vai diễn                                                |
| ---- | ----------------------------- | ------------------------ | --------------- | ------------------------------------------------------- |
| 2002 | Nghe cá vàng ngốc hát         |                          |                 |                                                         |
| 2003 | Thầy giáo cay nghiệt          | Spicy Teacher            |                 | Tang Điền                                               |
| 2004 | Tiệm cầm đồ số 8              | Pawnshop No. 8           |                 | Ah Zhe                                                  |
| 2005 | Thơ ngây 1                    | It Started with a Kiss   |                 | Kim Nguyên Phong (A Kim)                                |
| 2005 | Chung cực nhất ban            | Ko.One                   |                 | Uông Đại Đông                                           |
| 2006 | Hoa dạng thiếu niên thiếu nữ  | Hanazakarino Kimitachihe |                 | Kim Tú Y                                                |
| 2007 | Chung cực nhất gia            | The X-Family             |                 | Hạ Lan Tánh Đức Thiên - Quỷ Long - Jack - Uông Đại Đông |
| 2007 | Thơ ngây 2                    | They kiss again          |                 | Kim Nguyên Phong (A Kim)                                |
| 2008 | Cuộn lên nào, Cơm chiên trứng | Rolling Love             |                 | Mễ Kỳ Lân                                               |
| 2009 | Yêu thì ở bên nhau            | ToGetHer                 |                 | Trang Tuấn Nam (Mars)                                   |
| 2009 | Chung cực tam quốc            | K.O.3an Guo              |                 | Uông Đại Đông - Tôn Sách (cameo)                        |
| 2009 | Đào Hoa tiểu muội             | Momo Love                |                 | Sử Lãng                                                 |
| 2011 | Thiên Sứ Mặt Trời             | Sunshine Angel           |                 | Jiro (cameo)                                            |
| 2012 | Bạn trai hoàn hảo             | Absolute Darling[        |                 | Vạn Nại Đặc - Night                                     |
| 2012 | Chị ơi, tiến lên              | Sister Go Go Go          |                 | Y Sâm (Eason)                                           |
| 2012 | Chung cực nhất ban 2          | KO One Return            |                 | Uông Đại Đông                                           |
| 2012 | Hạnh phúc bồ công anh         |                          |                 | Nick Sung (Cameo)                                       |
| 2013 | Thì ra là mỹ nam              | Fabulous Boys            |                 | Hoàng Thái Kinh                                         |
| 2013 | Chung cực nhất ban 3          | KO One Re-act            |                 | Uông Đại Đông                                           |
| 2014 | Trường An đạo                 |                          |                 | Thiệu Khoan Thành                                       |
| 2014 | Chung cực ký túc X            | The X-dormitory          |                 | Quỷ Long - Hạ Lan Tánh Đức Thiên (Cameo)                |
| 2014 | Đại Thần Thám                 |                          |                 | Huỳnh Hiểu Đông                                         |
| 2014 | Đi tìm ánh sáng cực bắc       | Wish List                |                 | Trâu Gia Long                                           |
| 2017 | Trấn Hồn Nhai                 | Rakshasa Street          | 镇魂街          | Tào Diệm Binh                                           |
| 2018 | Manh phi giá đáo              | Mengfei Comes Across     | 萌妃驾到        | Ôn Lâu                                                  |
| 2018 | Tây Hạ Tử Thư                 |                          | 西夏死书        | Đường Phong                                             |
| 2018 | Phòng tập tình yêu            | My Coach Fitness         | 我的健身教练    | Châu Kiều                                               |

## Sản phẩm âm nhạc

### Album solo
| Năm  | Tên Album                                                  | Ngày phát hành | Công ty sản xuất        |
| ---- | ---------------------------------------------------------- | -------------- | ----------------------- |
| 2012 | Em đang đợi cái gì - What Are You Waiting For - 你在等什麼 | 24/8/2012      | HIM International Music |
|      |                                                            |                |                         |

## Các show truyền hình
| Năm  | Tên show                                     | Ngày phát hành | Kênh truyền hình          |
| ---- | -------------------------------------------- | -------------- | ------------------------- |
| 2010 | Super King (终藝大國民)                      | 19/6/2010      | GTV (Đài Loan)            |
| 2014 | Let's Sing Kids                              | 31/5/2014      | HunanTV (China)           |
| 2015 | Wonderful Life (精彩好生活)                  | 14/6/2015      | ZhejiangTV (China)        |
| 2015 | Youth Trainee -Thực tập sinh thanh xuân      | 16/4/2015      | ZhejiangTV (China)        |
| 2018 | Bulding your life (明星健身房)               | 16/7/2018      | Tencent (China)           |
| 2018 | Shake it up - Tân Vũ Lâm Đại Hội(新舞林大会) | 22/7/2018      | Dragon Television (China) |

## Giải thưởng
| Năm  | Giải thưởng                                    | Hạng mục                | Phim | Kết quả   |
| ---- | ---------------------------------------------- | ----------------------- | ---- | --------- |
| 2011 | LeTV Film Entertainment Awards                 | Boundary Crossing Actor |      | Đoạt giải |
| 2011 | Music Festival Awards                          | Best Artist of the Year |      | Đoạt giải |
| 2012 | 5th Beijing Billboard Music Newcomers Festival | Most Popular Singer     |      | Đoạt giải |
| 2012 | Fashion Cosmo                                  | Most Fashion Icon       |      | Đoạt giải |
| 2013 | Top 10 most influential artists Taiwan on Sina | Top 4                   |      | Đoạt giải |
| 2013 | Fashion King Sina                              | Fashion King 2013       |      | Đoạt giải |
| 2013 | Famous artists on Baidu 2013                   | On Top                  |      | Đoạt giải |